# Малые Килимары
 Малые Килимары  — деревня в Шарангском районе Нижегородской области в составе Роженцовского сельсовета.

## География
Расположена на расстоянии примерно 16 км на юг-юго-запад по прямой от районного центра поселка Шаранга.

## История
Основана в 1814 году переселенцами из Нолинского уезда, по другим данным из Яранского уезда. Упоминается с 1873 года как деревня Килимар, где дворов 12 и жителей 131, в 1905 (уже Малые Килимары) 17 и 127, в 1926 28 и 169, в 1950 66 и 214.

## Население
Постоянное население составляло 29 человека (русские 100 %) в 2002 году, 17 в 2010.